# Wybory do Parlamentu Europejskiego w Hiszpanii w 1994 roku
Wybory do Parlamentu Europejskiego w Hiszpanii odbyły się 12 czerwca 1994 wraz z wyborami do Parlamentu Regionalnego Andaluzji. Na mocy decyzji Rady Europejskiej z Edynburga z 11–12 grudnia 1992 liczba mandatów przysługujących Hiszpanii została zwiększona z 60 do 64. Podobnie jak w poprzednich wyborach nie podzielono kraju na okręgi wyborcze.

## Wyniki
Do urn poszło 59,14% uprawnionych do głosowania – o 5% więcej niż w wyborach z 1989. Spośród 35 list 5 uzyskało prawo do podziału mandatów. Najwięcej głosów padło na Partię Ludową (pierwsze zwycięstwo w wyborach europejskich od 1987), która zwyciężyła we wszystkich Wspólnotach Autonomicznych poza Katalonią, Krajem Basków, Andaluzją i Estremadurą. Na trzecim miejscu uplasowała się Zjednoczona Lewica. Dwie największe partie: PP i PSOE uzyskały łącznie 71% głosów (w 1989: 61%), co było oznaką zbliżania się hiszpańskiego systemu partyjnego do modelu dwupartyjnego. Reprezentację w Parlamencie Europejskim straciły 4 ugrupowania: Centrum Demokratyczno-Społeczne (poprzednio 5 mandatów), Partia Ruiza-Mateosa (2), Herri Batasuna (1) i Partia Andaluzyjska (1).

## Tabela
| ← Wybory do Parlamentu Europejskiego w Hiszpanii w 1994→ |                        |               |       |         |                           |
| Partia                                                   | Lider listy            | Liczba głosów | %     | Mandaty | Zmiana w stosunku do 1989 |
| Partia Ludowa                                            | Abel Matutes           | 7 453 900     | 40,12 | 28      | +13                       |
| PSOE                                                     | Fernando Morán         | 5 719 707     | 30,79 | 22      | -5                        |
| Zjednoczona Lewica-Inicjatywa dla Katalonii              | Alonso Puerta          | 2 497 671     | 13,44 | 9       | +5                        |
| Konwergencja i Jedność                                   | Carles-Alfred Gasòliba | 865 913       | 4,66  | 3       | +1                        |
| Koalicja Nacjonalistyczna                                | Jon Gangoiti           | 518 532       | 2,79  | 2       | +1                        |
| O Europę Narodów                                         | Carlos Garaikoetxea    | 239 339       | 1,20  | 0       | -1                        |
| Foro-Centrum Demokratyczne i Społeczne                   | Eduard Punset          | 183 418       | 0,99  | 0       | -5                        |
| Herri Batasuna                                           | Karmelo Landa          | 180 324       | 0,97  | 0       | -1                        |
| Koalicja Andaluzyjska – Siła Andaluzji                   |                        | 140 445       | 0,76  | 0       | -1                        |
| Partia Ruiza-Mateosa                                     |                        | 82 410        | 0,44  | 0       | -2                        |